# Silvia Clemente
Silvia Clemente Municio (La Velilla (Segovia), 6 de septiembre de 1967) es una funcionaria y política española. Ha ocupado varias consejerías durante los gobiernos de la Junta de Castilla y León presididos por Juan Vicente Herrera.
Ha sido procuradora dentro del Grupo Parlamentario Popular en la vi, vii, viii y ix legislaturas de las Cortes de Castilla y León. Formó parte de varios equipos de gobierno de Juan Vicente Herrera en la Junta de Castilla y León, en los que asumió sucesivamente las consejerías de medioambiente, cultura y turismo y finalmente de agricultura y ganadería. En la ix legislatura desempeñó la presidencia de las Cortes de Castilla y León hasta que anunció su marcha del Partido Popular.
En 2025 anunció la fundación de un nuevo partido político, Nueve.

## Biografía

### Primeros años
Nació en la localidad segoviana de La Velilla, perteneciente al municipio de Pedraza, el 6 de septiembre de 1967.
Se licenció en Derecho en 1990 en la Universidad Autónoma de Madrid (UAM). En 1992 accedió por oposición al Cuerpo Superior de la Administración de la comunidad de Castilla y León, institución en la que desempeñó diversos puestos entre los que destacan los de gerente territorial de Servicios Sociales de la Junta en Segovia, con las competencias recién transferidas, y tres años después en Valladolid, como directora general de Calidad Ambiental del citado gobierno regional.

### Consejera en los gobiernos de Herrera

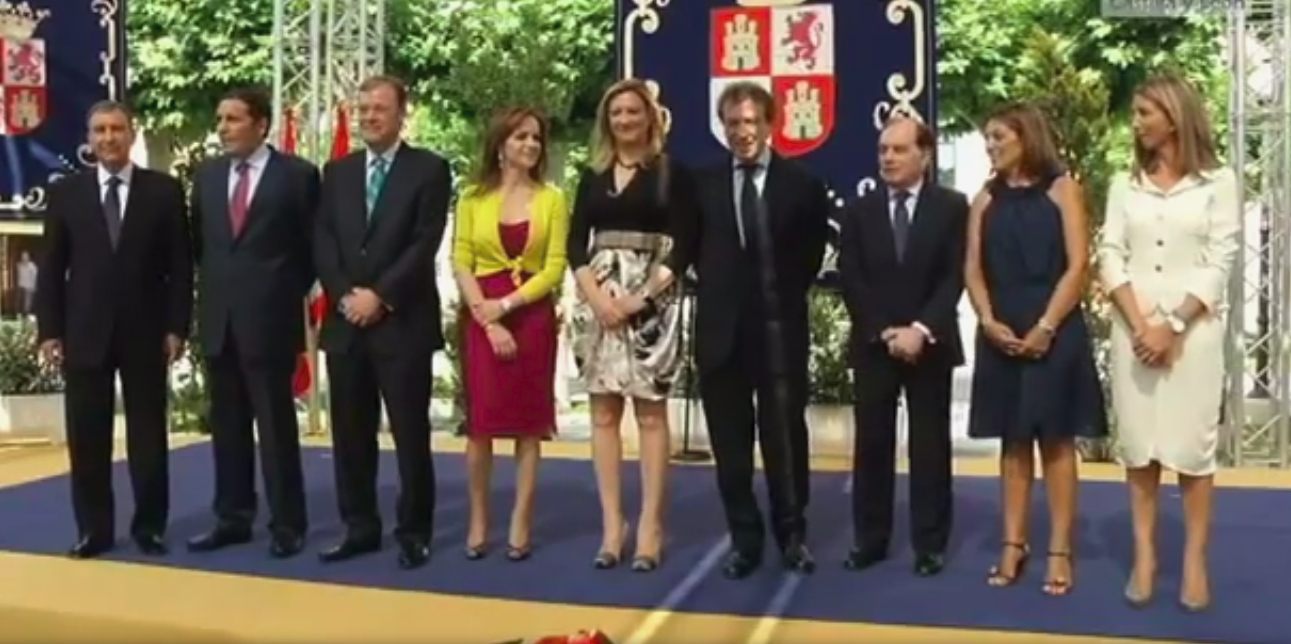
Posando en noviembre de 2012 junto al resto del consejo de gobierno regional.

En 2001 fue nombrada consejera de Medio Ambiente del primer equipo de gobierno de Juan Vicente Herrera como nuevo presidente de la Junta de Castilla y León (JCyL).
Fue elegida procuradora por Segovia en las elecciones a las Cortes de Castilla y León de 2003 dentro de la candidatura del Partido Popular (PP), y, con la formación del nuevo gobierno regional, Juan Vicente Herrera la nombró consejera de Cultura y Turismo, al frente de la cual estuvo entre 2003 y 2007.
Desempeñó el cargo de consejera de Agricultura y Ganadería de la Junta en el tercer y cuarto gobierno de Juan Vicente Herrera (2007-2015). Se hizo popular por su papel en la lucha contra la plaga de topillos de 2007 en Castilla y León que por aquella época asolaba las cosechas de todo el territorio de la comunidad autónoma. En 2010 creó para los productos agroalimentarios de Castilla y León la marca de garantía «Tierra de Sabor», cuyo distintivo, un corazón amarillo, surgió para dotar de un marchamo de calidad a las empresas que cumplieran ciertos estándares de producto.

### Presidenta de las Cortes
En 2015, tras las elecciones autonómicas de 2015, fue elegida en segunda votación del pleno del parlamento regional presidenta de este para su ix legislatura.
El 21 de febrero de 2019 dimitió de todos sus cargos por, según sus palabras, el bloqueo al que se la sometía dentro de su propio partido, y arremetió contra la figura de Alfonso Fernández Mañueco, presidente regional del PP, del que afirmó que «no tiene palabra» y que «carece completamente de liderazgo». Anunció igualmente su baja como afiliada del PP.
Su vacante como procuradora fue cubierta por Raquel Sanz, que tomó posesión el 12 de marzo. Ese mismo día también se conoció su sustituto al frente de la presidencia del parlamento, Ángel Ibáñez.

### Primarias de Ciudadanos
Tres días después de la comunicación de su baja en el PP se anunció que concurriría a las primarias «telemáticas» de Ciudadanos (Cs) para seleccionar el aspirante a la presidencia de la Junta de Castilla y León del partido, que se acogió de cara a permitir la precandidatura de Clemente a una excepción contemplada en sus estatutos. Francisco Igea anunció su intención de competir contra Clemente. Clemente ganó las primarias por 35 votos logrando 561 votos frente a 526 de Igea, sin embargo Igea denunció irregularidades y Ciudadanos anunció el 10 de marzo la paralización de la proclamación de Clemente al detectarse más votos que participantes. El 11 de marzo, tras la revisión de los votos telemáticos, la Comisión de Garantías del partido verificó 82 votos nulos y dio la victoria a Francisco Igea frente a Clemente, por lo que el primero fue proclamado como aspirante del partido naranja a la Junta de Castilla y León de cara a las autonómicas del 26-M.

### Fundación de Nueve
El 25 de julio de 2025 anunció Nueve Castilla y León, una nueva formación política centrada en esta comunidad autónoma.